# Gonomyia (Gonomyia) mainensis
Gonomyia (Gonomyia) mainensis is een tweevleugelige uit de familie steltmuggen (Limoniidae). De soort komt voor in het Nearctisch gebied.